# يوسف الدجوي
يوسف بن أحمد نصر الدِّجْوي (1287- 1365 هـ/ 1870- 1946 م) فقيه مصري، عمل بالتدريس في الأزهر، وكان عضوًا في هيئة كبار علماء الأزهر الشريف. له كتابات في شتى الأمور الإسلامية، وأهم كتاباته رسائل السلام وقد ترجم إلى اللغة الإنجليزية وطبعت المشيخة الأزهرية منه عشرة آلاف نسخة. وقد نشر عنه كتاب مقالات وفتاوى بعد مماته.

## ولادته ودراسته
ولد في قرية دجوي بمحافظة القليوبية سنة 1287هـ/ 1870م. وقد كف بصره وهو صغير . دخل الأزهر ونال شهادة العالمية سنة 1313هـ.

## كتاباته
1. رسائل السلام، تُرجم إلى اللغة الإنجليزية وطبعت المشيخة الأزهرية منه عشرة آلاف نسخة ووزَّعتها.
2. كتاب مقالات وفتاوى، ونشر بعد مماته.
3. خُلاصة علم الوضع.
4. تنبيه المؤمنين لمحاسن الدين.
5. سبيل السعادة.
6. رسالة في تفسير قول الله تعالى {لايُسألُ عمَّا يفعل}.
7. صواعق من نار في الردِّ على صاحب المنار.
8. الجواب المُنيف في الردِّ على مدَّعي التحريف في القرآن الشريف.
9. الردُّ على كتاب الإسلام وأصول الحُكم.

وكُتب في الردِّ عليه:
- الردُّ على الشيخ يوسف الدجوي مفتي مجلة نور الإسلام الأزهرية، لمحمد بن حسين بن سليمان الفقيه (ت 1355هـ)، بتحقيق خضر بن صالح بن سند.[3]

## وفاته
توفي يوسف الدجوي سنة 1365هـ/ 1946م عن عمر يناهز 76 عامًا.